# Damanauski
Damanauski (biał. Даманаўскі, ros. Домановский) – przystanek kolejowy w lasach, oddalony o 2,8 km od miejscowości Domanowo, w rejonie wilejskim, w obwodzie mińskim, na Białorusi. Położony jest na linii Połock - Mołodeczno.